# Theodor Vahlen
Karl Theodor Vahlen (Vienna, 30 giugno 1869 – Praga, 16 novembre 1945) è stato un matematico austriaco naturalizzato tedesco, maggiormente noto per la sua adesione al partito nazista. Fece parte delle SA e delle SS. In matematica, è noto per i suoi contributi all'algebra geometrica. I suoi lavori vennero riscoperti e ripresentati in una serie di articoli del matematico Lars Ahlfors.

## Alcuni lavori
- (DE) K. Th. Vahlen, Über Bewegungen und complexe Zahlen, vol. 55, 1902,  pp. 585-593.
- Konstruktionen und Approximationen in systematischer Darstellung, Teubner 1911
- Ballistik de Gruyter, 1922[3] 2nd edn. 1942
- Deviation und Kompensation, Vieweg 1929
- Rationale Funktion der Wurzeln, symmetrische und Affektfunktionen, Encyklopädie der mathematischen Wissenschaften, 1–1., 1899
- Arithmetische Theorie der Formen, Encyklopädie der mathematischen Wissenschaften, Volume 1-2, 1900
- Abstrakte Geometrie. Untersuchungen über die Grundlagen der euklidischen und nicht-euklidischen Geometrie, Leipzig 1905, 2. edition 1940, Deutsche Mathematik, 2nd supplement
- Die Paradoxien der relativen Mechanik, Leipzig 1942, Deutsche Mathematik, 3rd supplement